# スコットとリバース
「スコットとリバース」はスコット&リバースによる1stアルバム。全曲日本語詞のアルバム。作詞はリバースが英語で書いたものをスコットが日本語に翻訳して行っている。制作に4年を費やした。

## 収録曲
1. BREAK FREE
2. HOMELY GIRL
  - 2013年1月16日にiTunes Storeにて先行配信
  - 2013年2月20日にタワーレコード限定で先行発売シングルとしてシングルカット。
  - 本人たちの手書きのリリックムービーと2種類のミュージックビデオが制作されている。
  - 最初にレコーディングした曲だが、4年かがりで制作しているうちに2人の日本語が上達したため、もう一度撮り直している。日本テレビ系「PON!」２月エンディングテーマ。
3. FREAKIN’ LOVE MY LIFE
4. おかしいやつ
5. 朝は近い
6. 終わりのないこの詩
7. 遠く離れても
8. I NEED SOMEBODY
9. はじける
10. ほどけていたんだ
11. Butterfly
  - 木村カエラのカバー。コード進行が複雑で「世界一難しい」とリバースは語っている。
12. 君と二人で
  - リバースがアダム・ランバートに提供した「Pick U Up」を日本語詞でセルフカバー。weezerではボツになったため提供したもの。

## 初回限定DVD
1. Scott & Riversの ゆく年 くる年
  - ドキュメンタリームービー
2. HOMELY GIRL –ミュージック・ビデオ
  - 合田経郎によるアニメーションver.
3. HOMELY GIRL –リリック・ビデオ
  - 本人たちの手書きの文字によるリリックムービー

## 演奏
- スコット・マーフィー
- リバース・クオモ (ウィーザー)
- パトリック・ウィルソン＆ブライアン・ベル＆スコット・シュライナー (ウィーザー) (#1.3)
- Kayo, Nobuaki Hayashi, ニール・テイラー(#2)
- Dan Wilson (#4)
- Daniel Brummel (#4.5.7.8.11)
- Josh Alexander (#6)
- ベン・ムーディー (#7)
- Barak Shpiez (#8)
- Allan Grigg, Sheppard Solomon (#9)
- Marc McClusky (#10)
- Greg Wells (#12)